# Crush with Eyeliner
«Crush with Eyeliner» és el vint-i-vuitè senzill de la banda estatunidenca R.E.M., el tercer extret de l'àlbum Monster, el 23 de gener de 1995 per Warner Bros. Records.
Michael Stipe va explicar que la cançó està inspirada en la banda New York Dolls, tot i que també va ser una de les primeres cançons que va escriure Stipe després de superar el bloqueig de l'escriptor que va patir a causa de la mort del seu amic River Phoenix.
El cantant i músic Thurston Moore, de la banda Sonic Youth, va col·laborar amb les veus addicionals.
El videoclip va ser dirigit per Spike Jonze i va ser inclòs en la compilació posterior Parallel.

## Llista de cançons
Totes les cançons foren escrites i compostes per Bill Berry, Michael Stipe, Peter Buck i Mike Mills. 
| 1.            | «Crush with Eyeliner»       | 4:39  |
| 2.            | «Fall on Me» (directe)      | 3:23  |
| 3.            | «Me in Honey» (directe)     | 4:18  |
| 4.            | «Finest Worksong» (directe) | 4:10  |
| Durada total: | Durada total:               | 16:30 |

| 1.            | «Crush with Eyeliner»                | 4:39 |
| 2.            | «Crush with Eyeliner» (instrumental) | 4:39 |
| Durada total: | Durada total:                        | 9:18 |

- Totes les cançons en directe es van enregistrar al 40 Watt Club d'Athens (Estats Units) al 19 de novembre de 1992. L'actuació va ser en benefici de Greenpeace i es va enregistrar en un estudi mòbil que funcionava amb energia solar.